# Nuoto ai campionati mondiali di nuoto 2022 - Staffetta 4x100 metri stile libero femminile
La gara di nuoto della staffetta 4x100 metri stile libero femminile dei campionati mondiali di nuoto 2022 è stata disputata il 18 giugno 2022 presso la Duna Aréna di Budapest. Vi hanno preso parte 11 squadre nazionali.
La competizione è stata vinta dalla squadra australiana, formata da Mollie O'Callaghan, Madison Wilson, Meg Harris e Shayna Jack, mentre l'argento e il bronzo sono andati rispettivamente alla squadra canadese, formata da Kayla Sanchez, Taylor Ruck, Margaret MacNeil e Penny Oleksiak, e a quella statunitense, formata da Torri Huske, Erika Brown, Kate Douglass e Claire Curzan.

## Podio
| Posizione | Nazione     | Atlete                                                                                    |
| --------- | ----------- | ----------------------------------------------------------------------------------------- |
| Oro       | Australia   | Mollie O'Callaghan Madison Wilson Meg Harris Shayna Jack Leah Neale* Brianna Throssell*   |
| Argento   | Canada      | Kayla Sanchez Taylor Ruck Margaret MacNeil Penny Oleksiak Rebecca Smith* Katerine Savard* |
| Bronzo    | Stati Uniti | Torri Huske Erika Brown Kate Douglass Claire Curzan Mallory Comerford* Natalie Hinds*     |

* Indica le nuotatrici che hanno preso parte solo alle batterie

## Programma
| Data           | Ora (UTC+2) | Turno    |
| -------------- | ----------- | -------- |
| 18 giugno 2022 | 11:18       | Batterie |
| 18 giugno 2022 | 19:47       | Finale   |

## Record
Prima della competizione il record del mondo e il record dei campionati erano i seguenti:
| Record mondiale       | 3'29"69 | Australia Bronte Campbell (53"01) Meg Harris (53"09) Emma McKeon (51"35) Cate Campbell (52"24)        | 25 luglio 2021 Tokyo, Giappone        |
| Record dei campionati | 3'30"21 | Australia Bronte Campbell (52"85) Brianna Throssell (53"34) Emma McKeon (52"57) Cate Campbell (51"45) | 21 luglio 2019 Gwangju, Corea del Sud |

Nel corso della competizione non sono stati migliorati.

## Risultati

### Batterie
| Pos. | Batteria | Corsia | Nazione       | Atlete | Tempo   | Note |
| ---- | -------- | ------ | ------------- | --- | ------- | ---- |
| 1    | 2        | 4      | Australia     | Madison Wilson (52"99) Meg Harris (52"98) Leah Neale (53"85) Brianna Throssell (53"92)                                   | 3'33"74 | Q    |
| 2    | 2        | 5      | Stati Uniti   | Kate Douglass (54"19) Mallory Comerford (53"86) Erika Brown (53"29) Natalie Hinds (53"89)                                | 3'35"23 | Q    |
| 3    | 1        | 4      | Canada        | Kayla Sanchez (53"51) Taylor Ruck (53"49) Rebecca Smith (54"29) Katerine Savard (54"05)                                  | 3'35"34 | Q    |
| 4    | 2        | 3      | Gran Bretagna | Lucy Hope (55"12) Anna Hopkin (53"03) Medi Harris (54"92) Freya Anderson (53"17)                                         | 3'36"24 | Q    |
| 5    | 1        | 3      | Cina          | Zhu Menghui (54"65) Ai Yanhan (54"31) Lao Lihui (54"26) Cheng Yujie (53"44)                                              | 3'36"66 | Q    |
| 6    | 1        | 5      | Paesi Bassi   | Kim Busch (55"45) Marrit Steenbergen (52"99) Tessa Giele (54"43) Valerie van Roon (54"69)                                | 3'37"56 | Q    |
| 7    | 2        | 6      | Brasile       | Ana Carolina Vieira (54"65) Stephanie Balduccini (54"09) Giovanna Diamante (53"98) Etiene Medeiros (55"32)               | 3'38"04 | Q    |
| 8    | 1        | 6      | Ungheria      | Nikolett Pádár (55"01) Petra Senánszky (55"26) Dóra Molnár (54"91) Fanni Gyurinovics (53"86)                             | 3'39"04 | Q    |
| 9    | 2        | 7      | Corea del Sud | Jeong So-eun (55"26) Hur Yeon-kyung (55"87) Jung Hyun-young (55"89) Ko Mi-so (55"92)                                     | 3'42"94 |      |
| 10   | 2        | 2      | Israele       | Anastasia Gorbenko (54"35) Daria Golovaty (55"59) Aviv Barzelay (57"46) Lea Polonsky (56"19)                             | 3'43"59 |      |
| 11   | 1        | 2      | Thailandia    | Jenjira Srisaard (58"96) Kamonchanok Kwanmuang (1'01"10) Phiangkhwan Pawapotako (1'01"56) Jinjutha Pholjamjumrus (58"60) | 4'00"22 |      |

### Finale
| Pos.    | Corsia | Nazione       | Atlete | Tempo   | Note |
| ------- | ------ | ------------- | --- | ------- | ---- |
| Oro     | 4      | Australia     | Mollie O'Callaghan (52"70) Madison Wilson (52"60) Meg Harris (53"00) Shayna Jack (52"65)                    | 3'30"95 |      |
| Argento | 3      | Canada        | Kayla Sanchez (53"45) Taylor Ruck (52"92) Margaret MacNeil (53"27) Penny Oleksiak (52"51)                   | 3'32"15 |      |
| Bronzo  | 5      | Stati Uniti   | Torri Huske (52"96) Erika Brown (53"30) Kate Douglass (53"61) Claire Curzan (52"71)                         | 3'32"58 |      |
| 4       | 2      | Cina          | Zhang Yufei (54"81) Zhu Menghui (54"47) Yang Junxuan (52"79) Cheng Yujie (53"18)                            | 3'35"25 |      |
| 5       | 6      | Gran Bretagna | Anna Hopkin (53"70) Abbie Wood (55"03) Lucy Hope (54"00) Freya Anderson (52"70)                             | 3'35"43 |      |
| 6       | 1      | Brasile       | Ana Carolina Vieira (54"78) Stephanie Balduccini (53"97) Giovanna Diamante (54"09) Giovana Medeiros (55"26) | 3'38"10 |      |
| 7       | 7      | Paesi Bassi   | Marrit Steenbergen (53"41) Tessa Giele (54"49) Kim Busch (55"47) Valerie van Roon (54"81)                   | 3'38"18 |      |
| 8       | 8      | Ungheria      | Nikolett Pádár (55"16) Fanni Gyurinovics (54"15) Petra Senánszky (54"88) Dóra Molnár (54"01)                | 3'38"20 |      |